# 트랜스아비아
트랜스아비아(영어: Transavia)는 네덜란드의 저비용 항공사로 본사는 네덜란드 노르트홀란트주 하를레메르메이르에 위치해 있다. 또한 사용하고 있는 허브 공항으로 스히폴 국제공항, 에인트호번 공항, 로테르담 헤이그 공항이 있다.

## 역사
1965년 트랜스아비아 림버그로 설립된 트랜스비아 홀리랜드와 회사명을 바꾸어 1966년 11월 17일부터 운항을 시작했다. 1986년 트랜스아비아 에어로 개칭하고 같은 해 10월 26일에 스히폴 국제공항발 런던 개트윅 공항 정기 국제선 운항을 시작했다. 이후에 전세기를 주로 운항하는 업무 형태를 취하고 있었지만 2005년 1월 1일부터 비스큐 에어와 합병되면서 저비용 항공사로 운영하게 되었다. 에어프랑스와 주요 주주였던 KLM 합병에 따라 2007년 파리 오를리 공항 노선의 운항을 시작했다. 현재 정기 항공편은 19개 노선이 운항하고 있으며 이 외에도 전세편 항공도 운항하고 있다.

## 보유 기종
- 2020년 10월 기준으로 트랜스아비아는 다음과 같은 기종을 보유하고 있으며 평균 기령은 8.5년이다.[1][2]

## 사진

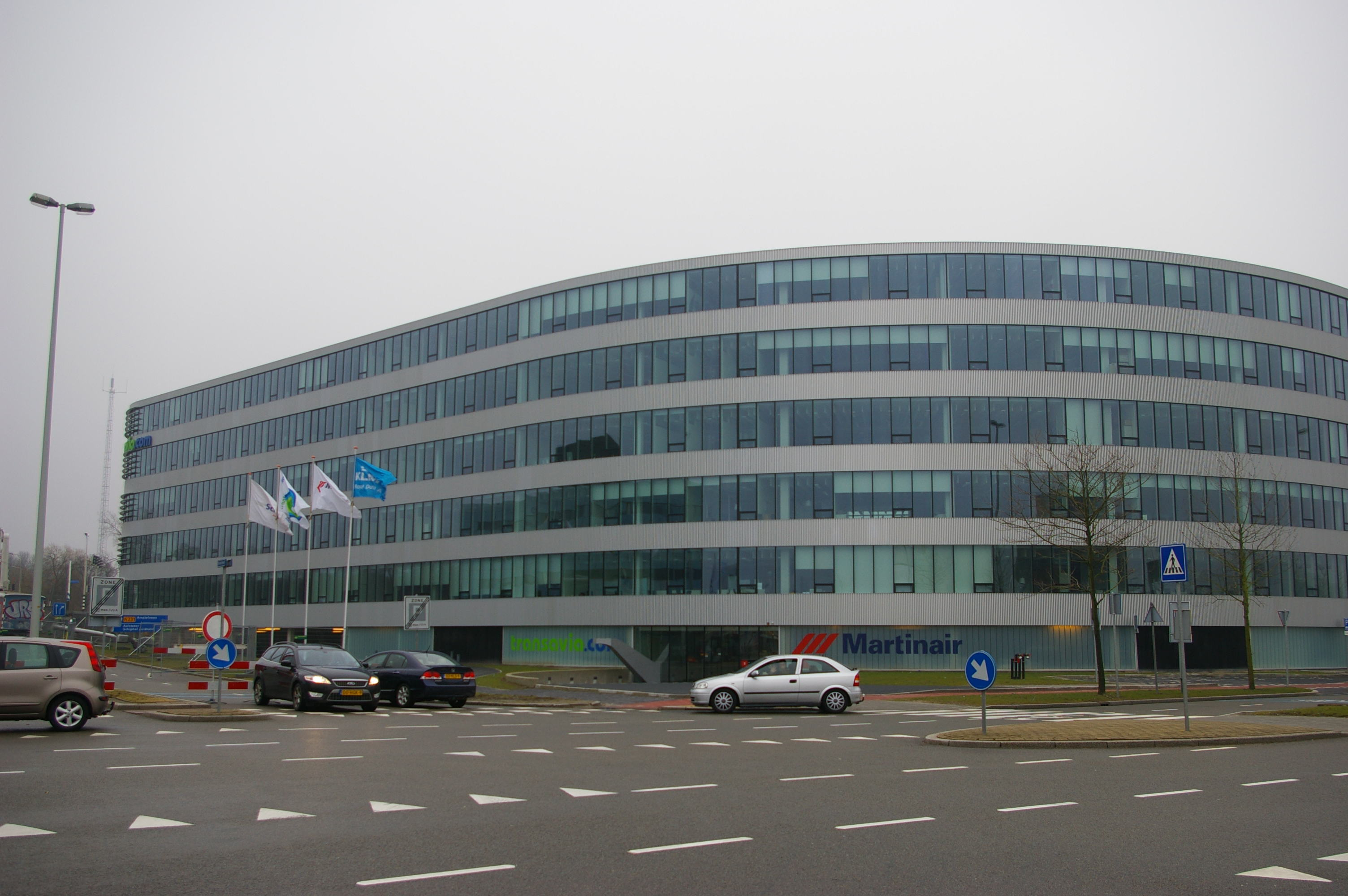
마르틴 에어와 트랜스아비아의 본사 전경
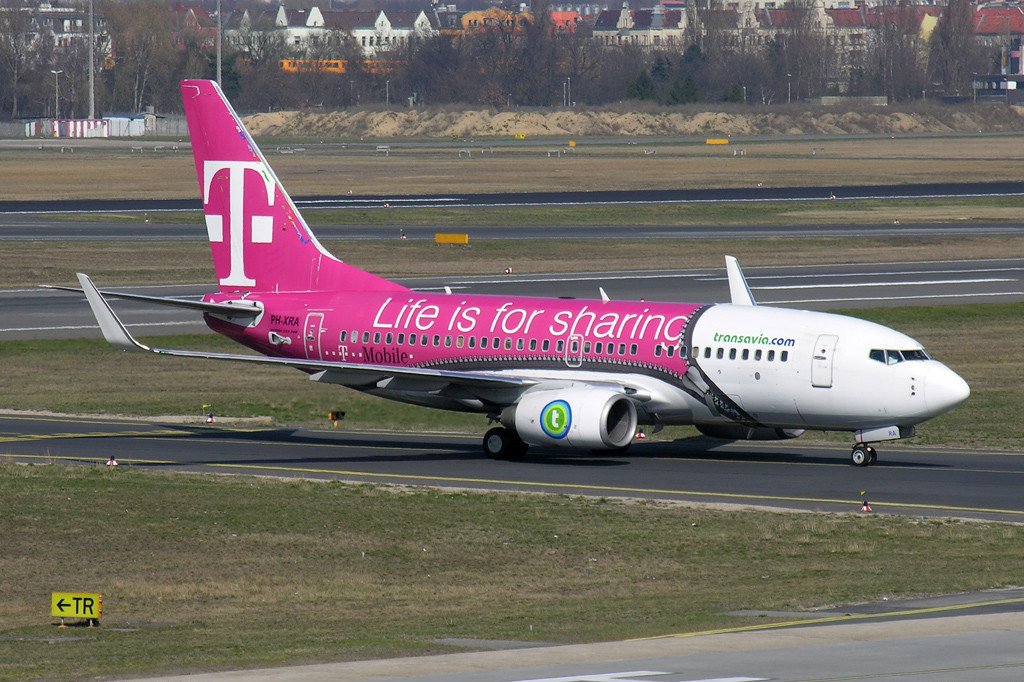
트랜스아비아의 보잉 737-700
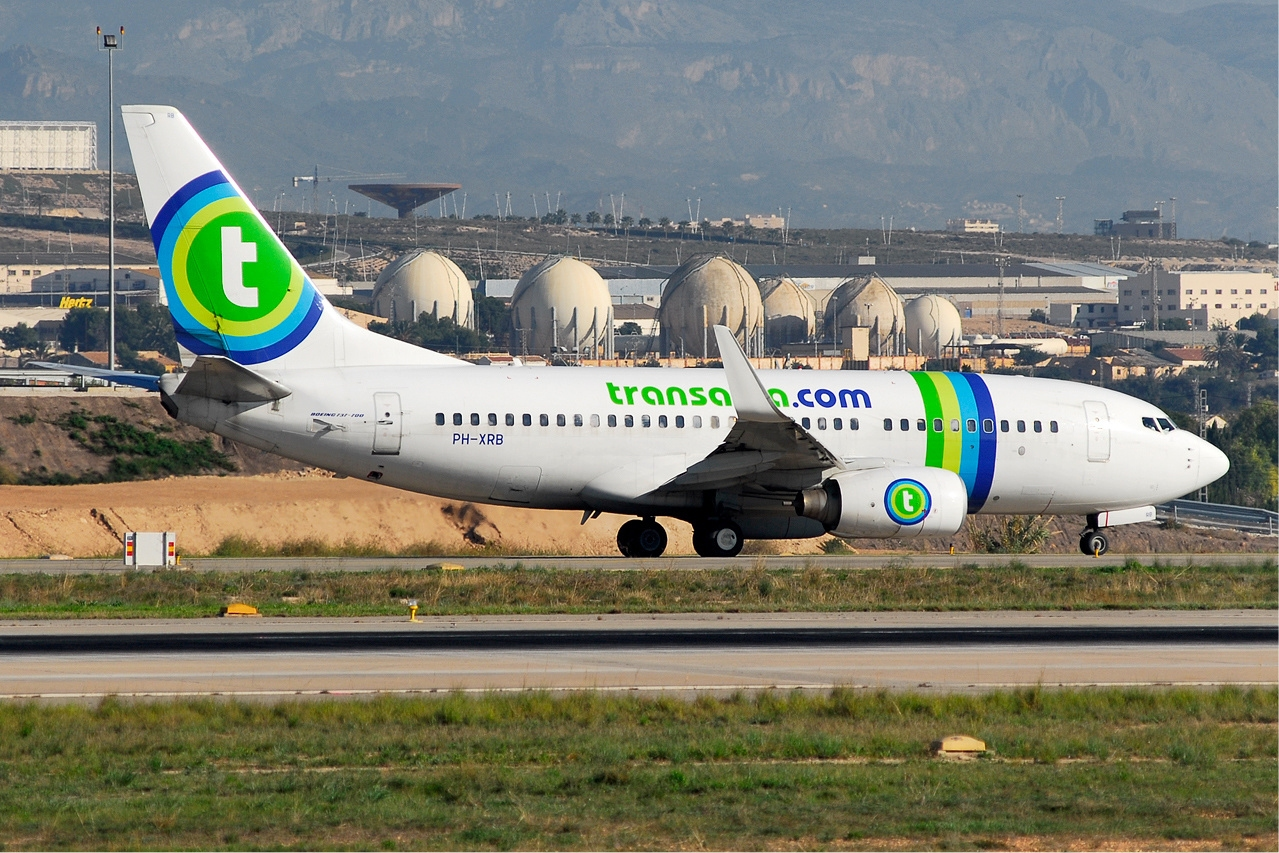
트랜스아비아의 보잉 737-700
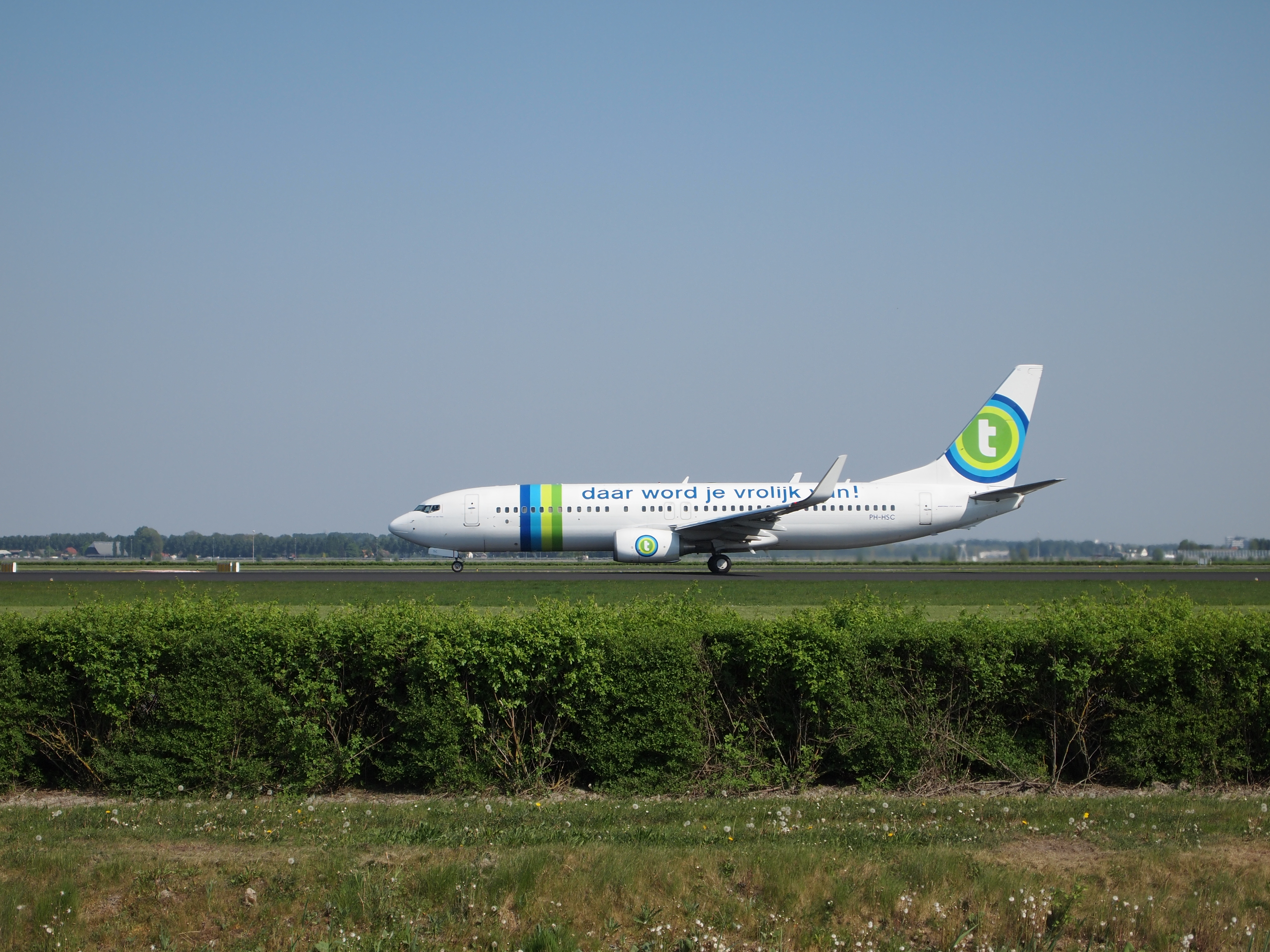
트랜스아비아의 보잉 737-800
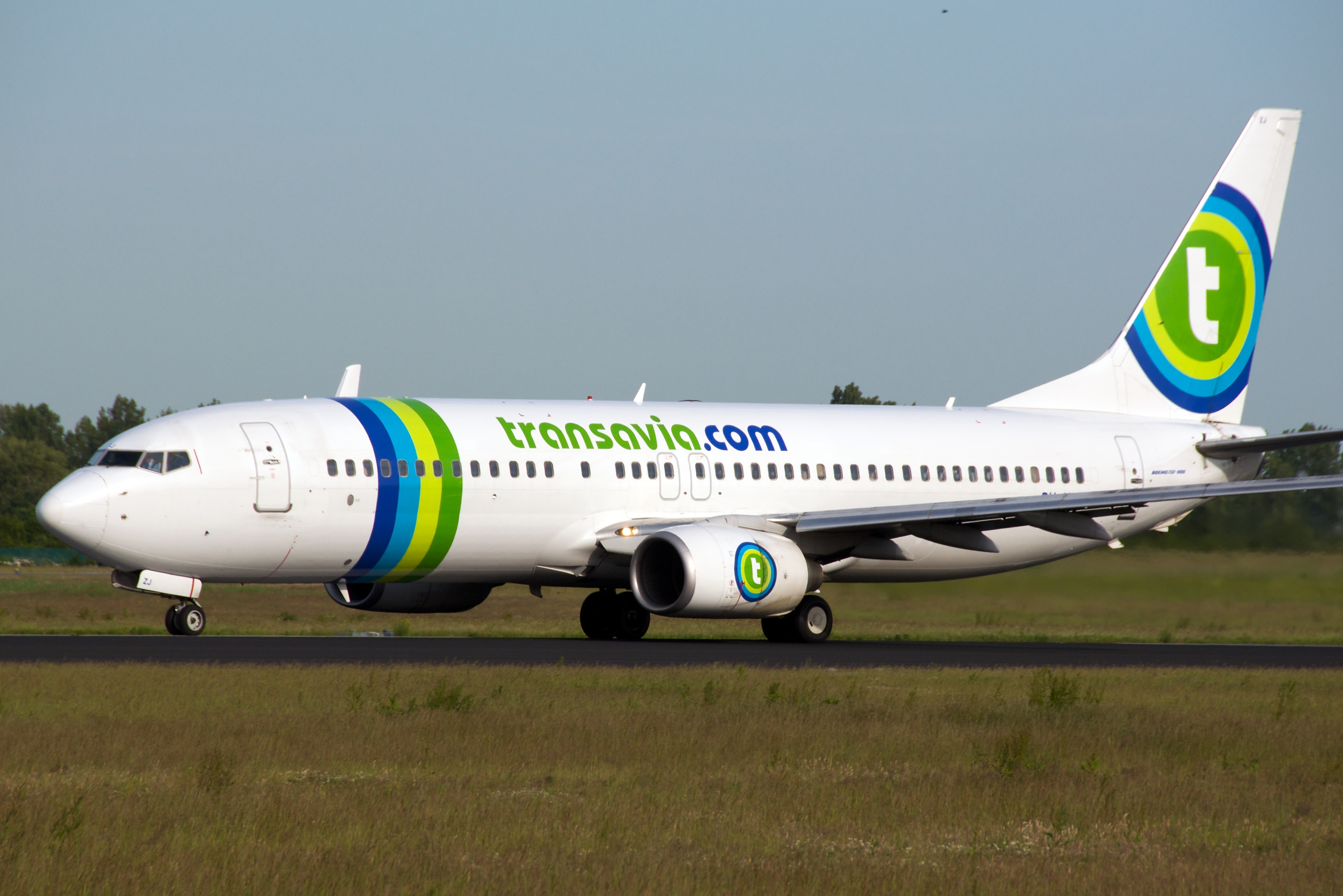
트랜스아비아의 보잉 737-800